# SPM Shoeters Den Bosch in het seizoen 2015-16
Het seizoen 2015-16 van SPM Shoeters Den Bosch was het 64e seizoen van de Eredivisiebasketbal-club uit 's-Hertogenbosch, die oorspronkelijk EBBC heette. Het was het derde en laatste jaar onder de naam SPM Shoeters. Shoeters was dit seizoen de titelverdediger in de DBL.
SPM Shoeters won dit seizoen de NBB-Beker en de Supercup.

## Team

#### Transfers
| Speler         | Vertrokken naar      |
| -------------- | -------------------- |
| Brandyn Curry  | Eisbären Bremerhaven |
| Chris Denson   |                      |
| Reggie Johnson |                      |

| Speler               | Komt van            |
| -------------------- | ------------------- |
| Maarten Bouwknecht   | Donar               |
| Valentijn Lietmeijer | Landstede Basketbal |
| Leon Williams        | Landstede Basketbal |
| Dejan Kravic         | Rethymno Aegean     |

## Supercup
Supercup 2015
| 4 oktober 2015 15:00 | SPM Shoeters Den Bosch        | 85–72   | Donar                                    | Maaspoort Sports & Events, 's-Hertogenbosch      |  |
| 4 oktober 2015 15:00 | Aarts 14 Wessels 7 Williams 4 | Verslag | Sullivan 17 Bekkering, Fieler 10 Brown 4 | Kwartstanden: 20-12, 22-19, 17-10, 32-26 TV: NOS |  |
| 4 oktober 2015 15:00 |                               |         |                                          |                                                  |  |
|                      |                               |         |                                          |                                                  |  |

2005-06 · 2006-07 · 2007-08 · 2008-09 · 2009-10 · 2010-11 · 2011-12 · 2012-13 · 2013-14 · 2014-15 · 2015-16 · 2016-17 · 2017-18 · 2018-19 · 2019-20
Apollo Amsterdam · SPM Shoeters Den Bosch  · Donar · Aris Leeuwarden · ZZ Leiden · Challenge Sports Rotterdam · BS Weert · Landstede Basketbal